# Steinbach (Taunus)
Steinbach (Taunus) – miasto w Niemczech, w kraju związkowym Hesja, w rejencji Darmstadt, w powiecie Hochtaunus.

## Współpraca
Miejscowości partnerskie:
- Pijnacker-Nootdorp, Holandia
- Saint-Avertin, Francja
- Steinbach-Hallenberg, Turyngia